# Чилібуха
Чилібуха (Strýchnos nux-vómica) — тропічне листопадне дерево, вид роду Стрихнос (Strychnos) родини Логанієві (Loganiaceae).
Насіння дерева — блювотні горішки — є основним джерелом отруйних алкалоїдів стрихніну і бруцину.
Невелике листопадне дерево висотою до 15 м.
Листки супротивні, овальні, блискучі, шкірясті.
Квітки дрібні, зеленувато-білі, п'ятичленні, з трубчастим віночком, утворюють напівзонтикове суцвіття в пазухах листків.
Зростає в тропічних лісах Південної Азії (Камбоджа, Лаос, Таїланд, В'єтнам, Малайзія, Індія, острів Шрі-Ланка), в північній частині Австралії. Культивується в африканських тропіках.